# Daviesia microphylla
Daviesia microphylla är en ärtväxtart som beskrevs av George Bentham. Daviesia microphylla ingår i släktet Daviesia, och familjen ärtväxter. Inga underarter finns listade i Catalogue of Life.